# إفريقيا متحدة (فلم)
أفريقيا متحدة (بالإنجليزية: Africa United)، هُو فيلم كوميدية درامية ومغامرة بريطاني صدر سنة 2010، وقد أخرجته المُخرجة Deborah Gardner-Paterson. الفيلم من بطولة كُل من إيمانويل جال وEriya Ndayambaje وRoger Nsengiyumva وSanyu Joanita Kintu وSherrie Silver وYves Dusenge.

## وصلات خارجية
- الموقع الرسمي
- إفريقيا متحدة  في قاعدة بيانات الأفلام على الإنترنت (بالإنجليزية)
- إفريقيا متحدة (فلم) في روتن توميتوز.
- إفريقيا متحدة على موقع أول موفي.